# Dactylastele
Dactylastele is een geslacht van weekdieren uit de klasse van de Gastropoda (slakken).

## Soorten
- Dactylastele burnupi (E. A. Smith, 1899)
- Dactylastele duplicata (A. Adams, 1853)
- Dactylastele nevilli (G.B. Sowerby III, 1905)
- Dactylastele poupineli (Montrouzier, 1875)

### Synoniemen
- Dactylastele duplicatum => Dactylastele duplicata (A. Adams, 1853)